# Stretto di Dampier (Papua Nuova Guinea)
Lo stretto di Dampier (da non confondersi con l'omonimo Stretto di Dampier (Indonesia)) è uno stretto appartenente a Papua Nuova Guinea che separa le isole di Umboi e Nuova Britannia, nell'arcipelago di Bismarck, collegando il Mar di Bismarck a nord con il Mar delle Salomone a sud, entrambi nell'Oceano Pacifico.

## Etimologia
Il suo nome, come quello dell'omonimo Stretto di Dampier (Indonesia), deriva da quello del corsaro e navigatore britannico William Dampier, che nel 1700 fu il primo europeo a scoprirlo e a descriverlo nel quarto capitolo del suo resoconto di viaggio intitolato A Continuation of a Voyage to New Holland.